# Ernesto Talvi
Ernesto Talvi Pérez (Montevideo, 10 giugno 1957) è un economista e politico uruguaiano.
È stato il direttore dal CERES da 1997.
Membro del Partito Colorado, è stato il suo candidato presidenziale nel 2019. Secondo i sondaggi di opinione di agosto, era una speranza per sconfiggere il Fronte Ampio, partito al potere negli ultimi 15 anni.
Ricoprì la carica di Ministro delle relazioni estere dal 1º marzo al 1º luglio 2020.